# Louise von Kloch
Louise Concordia von Kloch, född 1788 i Weimar, död 1848 i Dresden, var en tysk-svensk konstnär (målare).  
Kloch var dotter till majoren friherre Carl von Imhoff till Mörlach och Louise von Schardt samt syster till Amalia von Helvig och Marianne de Ron. Hon följde med sin syster Amalia till Sverige 1803 och blev bekant med Malla Silfverstolpe. Hon deltog vid svenska konstakademiens utställningar med egna verk under 1808 och 1809 och anses ha varit en begåvad konstnär. Hon gifte sig med friherre Ludvig Otto Fredrik von Kloch. Som gift fortsatte hon att måla endast under lediga stunder. År 1826 arbetade hon till exempel på en tavla med antikt motiv till förmån för en insamling för den grekiska frihetskampen.   
Louise von Kloch är en huvudkaraktär i Carina Burmans roman Islandet (2001).